# 512 (szám)
Az 512 (római számmal: DXII) egy természetes szám, a 2 kilencedik hatványa; köbszám, a 8 köbe.

## A szám a matematikában
A tízes számrendszerbeli 512-es a kettes számrendszerben 1000000000, a nyolcas számrendszerben 1000, a tizenhatos számrendszerben 200 alakban írható fel.
Az 512 páros szám, összetett szám, kanonikus alakban a 29 hatvánnyal, normálalakban az 5,12 · 102 szorzattal írható fel. Tíz osztója van a természetes számok halmazán, ezek növekvő sorrendben: 1, 2, 4, 8, 16, 32, 64, 128, 256 és 512.
Húszszögszám. Leyland-szám, tehát felírható {\displaystyle x^{y}+y^{x}} alakban.
Az 512 négyzete 262 144, köbe 134 217 728, négyzetgyöke 22,62742, köbgyöke 8, reciproka 0,0019531. Az 512 egység sugarú kör kerülete 3216,99088 egység, területe 823 549,66458 területegység; az 512 egység sugarú gömb térfogata 562 209 904,4 térfogategység.